# Kawaba
Kawaba (川場村 Kawaba-mura?) es una villa en la prefectura de Gunma, Japón, localizada en la parte central de la isla de Honshū, en la región de Kantō. El 1 de marzo de 2021 tenía una población estimada de 3459 habitantes y una densidad de población de 41 personas por km².

## Geografía
Kawaba se encuentra en el centro-norte de la prefectura de Gunma. Aproximadamente el 83% de su área está cubierta por bosques, y cinco ríos (Tashiro, Sakura, Tazawa, Usune y Mizomata) fluyen a través de la villa. Limita con la ciudad de Numata, el pueblo de  Minakami y la villa de Katashina.

## Economía
La economía de Kawaba depende en gran medida de la agricultura, principalmente arroz, manzanas y arándanos. El turismo estacional en las estaciones de esquí y los onsen también desempeña un papel importante en la economía.

## Demografía
Según los datos del censo japonés, la población de Kawaba se ha mantenido relativamente estable en los últimos 40 años.
| Gráfica de evolución demográfica de Kawaba entre 1940 y 2015 |
|                                                              |
| Oficina de Estadística de Japón                              |